# Rückgaben von Kulturgut kolonialer Herkunft

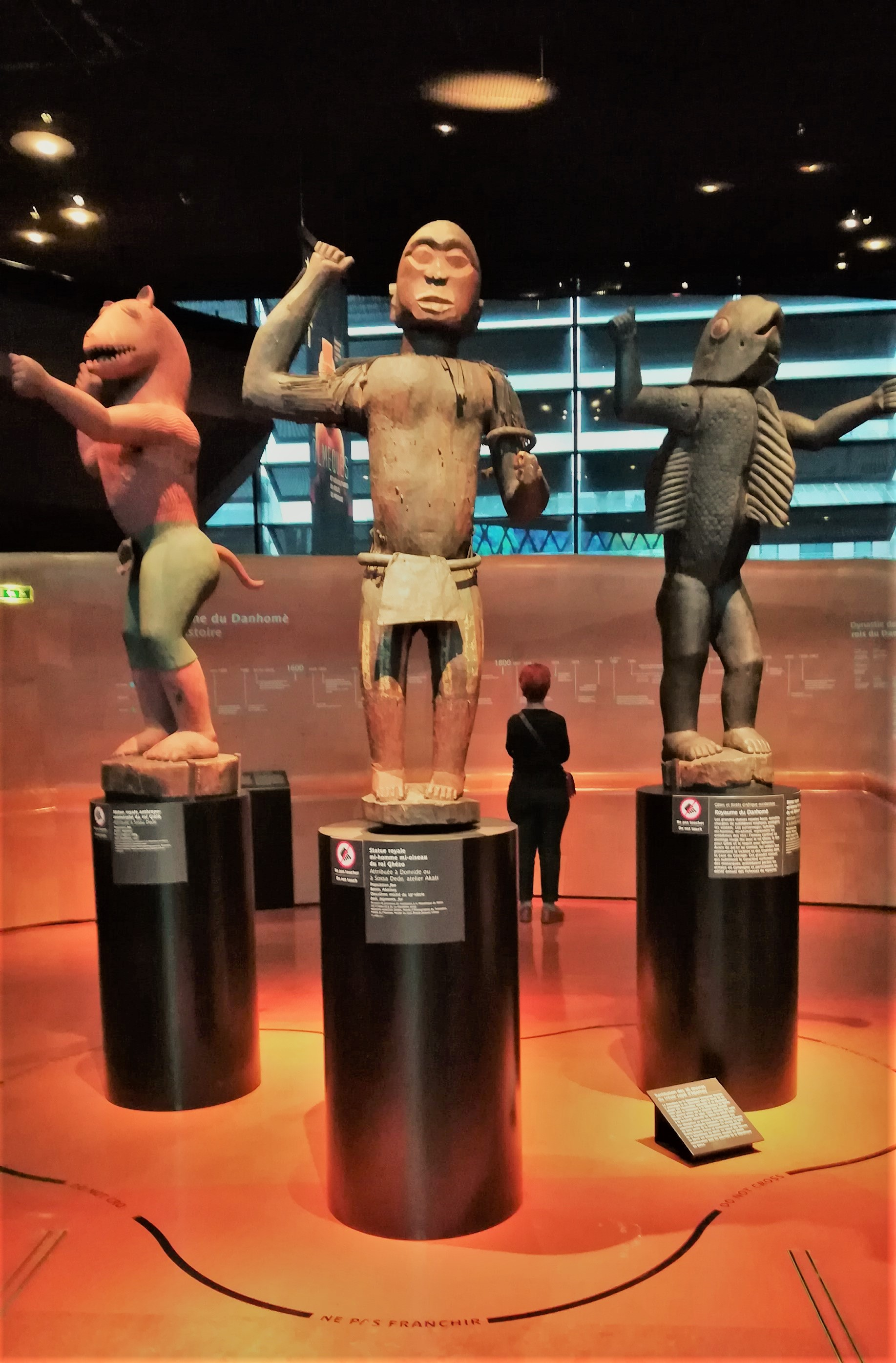
Drei Skulpturen im Musée du quai Branly aus dem ehemaligen Königspalast in Dahomey, mit Hinweistafeln auf ihre künftige Restitution im Oktober 2021.

Kontroverse Diskussionen über Rückgaben von Kulturgut kolonialer Herkunft wurden bereits wenige Jahre nach der Unabhängigkeit ehemaliger europäischer Kolonien in den 1970er Jahren geführt. Dabei stehen sich Forderungen nach der Restitution von Kulturgütern aus Kontexten europäischer Kolonisation wie Skulpturen, Kultgegenständen, Manuskripten oder Archiven und selbst menschlicher Überreste (human remains) durch Länder bzw. ethnische Gruppen in Afrika, Asien, Ozeanien oder Amerika einerseits und andererseits ablehnende Stellungnahmen durch Vertreter von Sammlungen und Museen vor allem in Europa oder Nordamerika gegenüber. Seit Beginn des 21. Jahrhunderts wurden solche Diskussionen und Forderungen erneut und mit größerer Wirkung geäußert, so dass seit etwa 2020 eine Reihe von Kulturobjekten an Benin, Namibia, Nigeria, Indonesien oder Guatemala restituiert wurden.
Unter Restitution von Kulturgut, Kulturgütern oder Kulturerbe versteht man die Rückgabe oder Rückerstattung geraubter, unrechtmäßig enteigneter, erpresster oder zwangsverkaufter Kulturgüter an die legitimen Voreigentümer oder deren Rechtsnachfolger. Die Art, wie und von wem Kulturgut aus seinem ursprünglichen Entstehungszusammenhang entwendet wurde, ist vom konkreten Fall abhängig und wird von den beteiligten Institutionen, Personen bzw. Kommentatoren sehr unterschiedlich bewertet. Daraus ergeben sich juristische, (kultur-)politische oder moralische Diskussionen über die Rechtmäßigkeit des Anspruchs auf das jeweilige Kulturgut und seine eventuelle Restitution.
Neben dem meist längere Zeit zurückliegenden Erwerb von Kulturobjekten in kolonialen Kontexten stellen auch späterer Diebstahl und Hehlerei für den illegalen Handel mit Kulturgut, den Privatpersonen begehen, ein weiteres umfangreiches Feld von Diskussionen und Maßnahmen für den Schutz von Objekten dar und betreffen häufig ähnliche geografische Herkunft. Aufgrund nationaler Gesetzgebung und internationaler Übereinkommen, wie etwa der UNIDROIT-Konvention über gestohlene oder rechtswidrig ausgeführte Kulturgüter, werden sie jedoch heutzutage als klare Rechtsverletzungen betrachtet und entsprechend verfolgt.
Zur Begründung von Restitutionen werden meist Informationen aus überstaatlichen Übereinkommen der UNESCO, der (Kunst-)geschichte, Provenienzforschung, internationalen kulturellen Zusammenarbeit und über die gesellschaftliche Bedeutung in den Herkunftsländern sowie das jeweilige Selbstverständnis von Sammlungen und Museen herangezogen. Durch den Bericht über die Restitution afrikanischer Kulturgüter aus öffentlichen Sammlungen in Frankreich von Felwine Sarr und Bénédicte Savoy hat dieses Thema seit Ende 2018 international eine besondere Aufmerksamkeit und Dynamik erfahren. Die Diskussionen über Rückgaben stehen dabei auch im weiteren Kontext einer Dekolonisierung von Museen sowie neuer, daraus entstehender kultureller Beziehungen zwischen Europa bzw. Nordamerika und den Herkunftsländern im Sinne eines gemeinsamen, globalen Kulturerbes.

## Definition von Kulturgut
Als materielles oder immaterielles Kulturgut (englisch: (in-)tangible cultural heritage oder cultural property) werden sowohl kulturelle Erzeugnisse von Menschen wie Kunstwerke, Gebäude oder Gebrauchsgegenstände als auch naturkundliche Gegenstände wie geologische Formationen (Berge, Landschaften, Seen u. ä.), Skelette und Fossilien sowie folkloristische Bräuche, Mythen oder Sprachen bezeichnet, sofern letztere für das kulturelle Selbstverständnis einer Gemeinschaft als Teil ihrer Geschichte oder Identität betrachtet werden.

## Kolonialer Hintergrund westlicher Sammlungen
Seit den Entdeckungsreisen in außereuropäische Kontinente durch europäische Abenteurer, Soldaten und Kolonialbeamte, Händler, Missionare oder Wissenschaftler zwischen dem 16. und 19. Jahrhundert gründeten unter anderem Portugal, Spanien, Frankreich, die Niederlande, Belgien, Italien, das Deutsche Kaiserreich und das Britische Weltreich bzw. ihre Vorläufer Handels- und Militärmissionen und Kolonialbesitzungen in Gebieten außerhalb Europas. Neben Rohstoffen wurden dabei auch zahlreiche Kulturgüter aus Afrika, Asien oder Lateinamerika in den Handel sowie in private und öffentliche Sammlungen vor allem in den Metropolen London, Paris, Berlin und Brüssel verbracht. Gemäß Eva-Maria Troelenberg ergaben sich durch diesen Austausch von Materialien und Kulturobjekten reziproke Prozesse, indem Europa sowohl fremde Stilelemente wie chinesisches Porzellan oder orientalische Teppiche übernahm und gleichzeitig diese kulturelle Aneignung zu neuen Stilformen in der europäischen Kunst wie Chinoiserien und orientalistischer Malerei führte.
Vor dem Hintergrund kolonialer Herrschaft ist die Bewertung und Legitimität derartiger Sammlungen zumindest seit den 1960er Jahren umstritten. Sarr und Savoy bezeichnen die Annexion von Kulturgütern in diesen Kontexten als „transgressive Handlung, die kein Rechts-, Verwaltungs-, Kultur- oder Wirtschaftssystem legitimieren könnte“. Ethnologische Sammlungen in europäischen oder nordamerikanischen Museen, wie etwa im belgischen Museum für Zentral-Afrika, eine der umfangreichsten Sammlungen von Kultur- und Naturerbe aus der ehemaligen Kolonie in der heutigen Demokratischen Republik Kongo, werden heute als Beispiele kolonialer und gewaltsamer Aneignung von Rohmaterialien und Bodenschätzen, aber auch von Kultur, Geschichte und des dokumentierten Wissens über die jeweiligen Kulturen bzw. Länder betrachtet. Auch Kulturwissenschaften wie Kunstgeschichte, Anthropologie oder Ethnologie, deren Vertreter selbst menschliche Überreste (human remains) wie Schädel, Haare oder andere Körperteile sammelten oder die Anfang des 20. Jahrhunderts zuließen, dass Afrikaner als exotische Wesen in sogenannten Völkerschauen ausgestellt wurden, stehen dabei in der Kritik.
Afrikanische Fachleute wie Alain Godonou, Direktor des Museums Programme in Benin, schätzen, dass sich etwa 90 % des Kulturguts aus den Ländern Schwarzafrikas in westlichen Sammlungen befinden. In den zahlreichen Sammlungen und Archiven Frankreichs sind dies etwa 90.000 Einzelstücke, wovon ca. 70.000 auf die Afrika-Abteilung des Musée du quai Branly in Paris entfallen.

## Historischer Wandel in der Bewertung von außereuropäischem Kulturgut
In Folge von Eroberungen, Kolonialismus oder anderen Formen der Unterdrückung wurden erbeutete Kulturgüter seit Jahrtausenden als Trophäen zur Schau gestellt, um den Beweis für die Überlegenheit der Sieger über „unterlegene Kulturen“ zu erbringen.
In ihrem Beitrag Acquiring Cultures and trading values in a global world (Kulturaneignung und Handelswerte in einer globalen Welt) von 2018 beschreiben die Autorinnen die Zusammenhänge zwischen den sozialen und politischen Entwicklungen sowie dem Kunsthandel in Europa mit Objekten außereuropäischer Herkunft durch Auktionshäuser oder spezialisierte Händler und den später daraus entstandenen musealen Sammlungen im 18. und 19. Jahrhundert.
Durch das Ende des Kolonialismus sowie die allmähliche Anerkennung der kulturellen Gleichwertigkeit menschlicher Gesellschaften hat sich die Einstellung zu „Trophäen“ oder „Kuriositäten“ und der angeblichen zivilisatorischen Überlegenheit Europas geändert. Seit Beginn des 20. Jahrhunderts ist hierbei auch die Wertschätzung außereuropäischer Kunst und Kulturen gewachsen, so dass Museen, Kulturpolitiker und das interessierte Publikum solche Kulturgüter inzwischen auch als international anerkannte Kunstwerke betrachten. Den von der UNESCO seit den 1970er Jahren geforderten Aufarbeitungs- und Rückgabeprozessen setzen sich Stimmen aus der Bundesrepublik Deutschland bewusst entgegen. Ein Geheimpapier von 1978 empfahl, keine Objektverzeichnisse zu erstellen, um die mangelnde Transparenz der Sammlungsbestände aufrechtzuhalten und damit Restitutionsforderungen zu erschweren. Die heutige Auffassung von diesen Kulturgütern sowie von den Aufgaben und der Zusammenarbeit von Museen mit Herkunftsgesellschaften spiegelt sich auch in den Ethischen Richtlinien für Museen des ICOM wider.
Zum Kulturtransfer durch Sammlungen außereuropäischer Kulturgüter seit der Antike eröffnete das Louvre-Museum im September 2021 eine Sonderausstellung unter dem Titel Venus d'ailleurs. Materiaux et objets voyageurs. (Von anderswoher. Materialien und Objekte auf Reisen). Dabei wurden Kunstwerke aus begehrten Materialien wie Edelsteinen, kostbaren Hölzern, Perlmutt, Glas oder Elfenbein und ihre Wege in europäische Sammlungen präsentiert und unter anderem als Folge der großen wissenschaftlichen und archäologischen Expeditionen vom 18. bis 20. Jahrhundert sowie der „Neugier auf das Unbekannte“ interpretiert und als Zeugnis des „universellen Auftrags“ des Museums bezeichnet.
Als Mitglied des wissenschaftlichen Beirats des Louvre-Museums hielt Neil MacGregor, ehemaliger Direktor des British Museum und einer der Gründungsdirektoren des Humboldt Forums, im November 2021 fünf öffentliche Vorträge über neue Ansprüche an Museen und ihre Aufgaben, indem er auch auf postkoloniale Interpretationen nationaler Geschichtsschreibung und Forderungen nach einer Dekolonisierung von Museen und Denkmälern mit kolonialem Hintergrund einging.

## Kulturgüter als Ware
Im Juni 2021 veröffentlichte eine Gruppe unabhängiger Experten in Belgien Ethical Principles for the Management and Restitution of Colonial Collections in Belgium mit folgenden Kommentaren zum Markt für Kulturgüter:

„Die Existenz eines aktiven Marktes für Kolonisatoren wird oft als Argument gegen die Rückführung bestimmter Kolonialsammlungen angeführt. Es ist jedoch wichtig, die Bedingungen zu berücksichtigen, unter denen diese Märkte entstanden sind. Sie wurden nicht nur durch lokale Bedürfnisse geformt, sondern reagierten auch direkt auf die ungleichen Macht- und Kapitalnetze, die der Kolonialismus geschaffen hatte. Wir sollten daher die Rolle nicht unterschätzen, die die wirtschaftliche Bedingung der Armut beim Verkauf von Gegenständen und Erbstücken gespielt hat.“

Die jüngsten Beispiele geraubter Kulturgüter aus Syrien oder dem Irak und zahlreiche Fälle von beschlagnahmten Objekten auf den Internetseiten zur genannten UNESCO-Konvention zeigen, dass Kunstraub immer wieder aufs Neue stattfindet. Auf dem internationalen Kunstmarkt, vertreten durch Galerien, Auktionshäuser, Fachzeitschriften, Sammler, Messen und andere Formen von Vermarktung, erzielen auch außereuropäische Kulturgegenstände hohe Summen.
Seitdem beispielsweise afrikanische Skulpturen als Vorbild für avantgardistische Kunst wie Expressionismus oder Kubismus interpretiert wurden, steigen solche Skulpturen und Masken ständig in der Wertschätzung durch den Kunsthandel, Museen und private Sammler. Dies führt nicht nur zu legalen und gut dokumentierten Verkäufen, sondern auch zu Fälschungen, Kulturraub, Antikenhehlerei und illegalen Verkäufen mit hohem Profit. Museen und ihre Kuratoren nicht nur in Afrika, Asien oder Lateinamerika wurden dadurch angesichts der gebotenen Preise wiederholt Opfer von Kunstraub.

## Provenienzforschung
Eine wirkungsvolle Maßnahme zur Bestimmung der Herkunft und zum Schutz von Kulturgut stellt die Provenienzforschung dar. Obwohl die meisten Kulturgüter in öffentlichen Sammlungen oder auf dem Kunstmarkt mit gewissen Informationen über ihre Herkunft und ihre Vorbesitzer versehen sind, versteht sich dieses Forschungsgebiet nicht nur als Ort für Recherche und Dokumentation, sondern studiert systematisch auch die kulturspezifischen Zusammenhänge der Entstehung, der Besitzverhältnisse und des Gebrauchs von Kunstwerken. Auch wenn die Dokumentation der Herkunft von Kulturgütern früher durch Eintragungen in Kataloge, Inventarlisten und ähnliches erfolgte, wird Provenienzforschung zumindest seit Beginn des 21. Jahrhunderts als wichtige kulturelle Aufgabe und eigenständiges kulturwissenschaftliches Fach erkannt. Vor allem durch die Diskussion über rechtmäßigen Besitz an Kulturgut aus kolonialer Herkunft entstanden neue Impulse für dieses Fachgebiet, das seit 2015 auch über Lehrstühle an Universitäten wie Bonn, Hamburg, München oder Lüneburg verfügt. Fachleute, die an öffentlichen und privaten Einrichtungen in diesem Bereich arbeiten, haben sich darüber hinaus im Arbeitskreis Provenienzforschung vernetzt.
Selbst wenn die Herkunft von Kulturgütern bestimmt wurde, ist manchmal die Frage, an wen sie zurückzugeben sind, nicht einfach zu beantworten. So entstand in Namibia eine Diskussion zwischen den Nachkommen des Nationalhelden Hendrik Witbooi und dem Nationalmuseum, an wen seine Bibel und Peitsche durch das Linden-Museum Stuttgart zurückgegeben werden sollten.

## Rechtliche Vorgaben für den Schutz von Kulturgut
Im UNESCO-Übereinkommen über Maßnahmen zum Verbot und zur Verhütung der unzulässigen Einfuhr, Ausfuhr und Übereignung von Kulturgut von 1970 verpflichten sich die beteiligten Staaten zu einem umfassenden Schutz von Kulturgütern. Hierzu gehören auch die internationale Zusammenarbeit bei der Pflege von Kulturgut, museumspädagogische und andere Formen der Vermittlung sowie die in der Öffentlichkeit bekannte Auszeichnung als UNESCO-Welterbe. Insbesondere werden auch detaillierte Listen für geraubte sowie restituierte Kulturgüter laufend von der UNESCO dokumentiert. Ein weiteres internationales Instrument für den Schutz von Kulturgut gegenüber Privatpersonen, die Kulturgegenstände beispielsweise durch Diebstahl und Hehlerei in den illegalen Handel bringen, ist die UNIDROIT-Konvention über gestohlene oder rechtswidrig ausgeführte Kulturgüter von 1995. Bereits 1978 wurde von der UNESCO das „Intergovernmental Committee“ (ICPRCP) zur Förderung von Rückgaben von Kulturgütern an ihre Herkunftsländer ins Leben gerufen, das seither eine Reihe von Studien, praktischen Handreichungen sowie die umfangreiche Publikation „Witnesses to History“ hervorgebracht hat. Weiterhin publiziert die UNESCO in Zusammenarbeit mit nationalen Partnern Informationsmaterialien für lokale Bevölkerungsgruppen, Jugendliche, Kunsthändler und Touristen, um das Bewusstsein über den Schutz von Kulturgütern zu fördern.
In Deutschland regelt das Kulturgutschutzgesetz (KGSG) entsprechende Teilaspekte des Abwanderungsschutzes, der Einfuhrkontrolle, des Handels mit sowie der Rückgabe von Kulturgütern. Den Stand der Umsetzung von Kulturschutz im Jahr 2015 beschreibt das folgende Zitat: „Die Entwicklung im Bereich des Kulturgüterschutzes ist, insbesondere im Bereich der Rückführung von Kulturgut, nach wie vor in Bewegung. Jedes Mal, wenn der Bedarf für weitere Regelungen offenkundig wird, trifft sich die Staatengemeinschaft, um über entsprechende Normierungen zu verhandeln, (...). Die bereits erarbeiteten Abkommen sowie das soft law mit seiner ethisch-moralischen Dimension führen zu einem Sinneswandel der beteiligten Staaten und öffnen den Weg für weiterreichende Regeln. Mit der Verhandlung eines jeden neuen Abkommens verschieben sich die Grenzen des Möglichen. So sind Aspekte, die den meisten Marktstaaten zur Zeit des Abschlusses der UNESCO-1970-Konvention zu weit gingen, aufgrund dieses Sinneswandels heute schon gängige Praxis. Nichtsdestoweniger gestaltet sich die (Fort)-Entwicklung des Kulturgüterschutzregimes als ein zähes Unterfangen, das beständig, aber nur schrittweise voranschreitet.“
Das Deutsche Zentrum Kulturgutverluste wirkt als „zentraler Ansprechpartner zu allen Fragen unrechtmäßig entzogenen Kulturguts“. Durch diese Stiftung werden Forschung und Auskünfte zur NS-Raubkunst sowie zur sogenannten Beutekunst des Zweiten Weltkriegs und seit 2018 auch zu Kultur- und Sammlungsgut aus kolonialen Kontexten betrieben. Die international vernetzte Datenbank Proveana hat die Aufgabe, „Provenienzforschung durch die Dokumentation historischer Informationen zu unterstützen“. Im Rahmen internationaler Koordinierung mit nationalen Polizeibehörden unterhält auch Interpol eine „Stolen Works of Art Database“.

## Entwicklungen durch den Report von Sarr und Savoy
Die Rede des französischen Präsidenten Emmanuel Macron in Burkina Faso im November 2017, in der er die Rückgabe afrikanischen Kulturerbes aus Frankreich ankündigte, sowie der von ihm in Auftrag gegebene Bericht der französischen Kunsthistorikerin Bénédicte Savoy und des senegalesischen Wirtschaftswissenschaftlers Felwine Sarr über den Kontext und die Modalitäten der Restitution von afrikanischem Kulturerbe aus Frankreich stellen seither einen Meilenstein in der internationalen Diskussion dar. Zum ersten Mal erkannten damit ein französischer Präsident und seine Regierung ein moralisches Recht auf Restitution von Kulturgütern an, die jedoch aufgrund entsprechender Gesetze als Eigentum des Staates gelten.
Einerseits erwuchsen daraus konkrete Erwartungen afrikanischer Länder wie Benin, Senegal, Nigeria, Mali, Kamerun oder Äthiopien auf eine zeitnahe Restitution ihres Kulturerbes, denn sie hatten dies zwar seit Jahrzehnten gefordert, worauf stets juristische Argumente als Grund der Ablehnung angeführt wurden. Zum anderen schlägt der Bericht keine pauschale Rückgabe sämtlicher afrikanischen Kulturgüter aus Frankreich vor, sondern empfiehlt vielmehr, dass über die Restitution bestimmter bedeutender Stücke aufgrund der Vorschläge afrikanischer Fachleute diplomatische Vereinbarungen getroffen werden.
Darüber hinaus nennt der Bericht folgende Maßnahmen für eine umfassende Neuorientierung der kulturellen Beziehungen auf diesem Gebiet: Erst durch eine wertschätzende, internationale Zusammenarbeit, durch Zugang zu den Forschungsergebnissen, Archiven und Dokumentationen auch für Interessenten in Afrika oder die afrikanische Diaspora, durch Ausstellungen und Bildungsinitiativen für und in Afrika sowie bei der materiellen Unterstützung entsprechender Netzwerke oder Infrastrukturen wie Museen und der beteiligten Fachleute kann laut Sarr und Savoy die historische Kluft zwischen den Beständen und der Erforschung afrikanischer Kultur in Frankreich durch schrittweise Restitution in afrikanischen Ländern abgebaut werden. Eine gekürzte und überarbeitete Version dieses Berichts wurde sechs Monate später auch auf Deutsch veröffentlicht.
Als Reaktion bewegen sich seit Veröffentlichung des Berichts die Debatten zwischen westlichen bzw. afrikanischen Kulturpolitikern, Museumsdirektoren oder interessierten Kommentatoren aus Presse und Zivilgesellschaft zwischen bejahenden Positionen einerseits sowie lediglich zu Leihgaben bereiten (circulation of objects) oder gar ablehnenden Standpunkten auf der anderen Seite.

## Digitalisierung und Onlinezugang
Als Bestandteil der internationalen Zusammenarbeit französischer und afrikanischer Museumsfachleute schlugen Sarr und Savoy vor, ein digitales „Generalinventar der afrikanischen Sammlungen in den staatlichen Museen Frankreichs“ zu erstellen. Damit sollen diese Informationen durch freien Zugang (open access) weltweit verfügbar werden, um sie für Nachforschungen – vor allem aus Afrika – und künftige Restitutionsforderungen zu nutzen. In einer direkten Stellungnahme zu dieser Forderung des Berichts wiesen jedoch Wallace und Pavis von der juristischen Fakultät der Universität Exeter auf die besonderen Aspekte einer solchen digitalen Darstellung hin. Insbesondere forderten die Autorinnen, dass afrikanische Herkunftsgesellschaften bzw. Staaten über diese digitalen Daten bestimmen und die Urheberrechte bekommen, da für die Zukunft digitale Kulturgüter bzw. deren Daten genauso bedeutend sind wie eine Restitution von materiellen Kulturgütern.
Das Museum am Rothenbaum – Kulturen und Künste der Welt (MARKK) in Hamburg kündigte im Juni 2020 ein internationales Projekt zur digitalen Zusammenführung der weltweit zerstreuten Kulturgüter aus dem historischen Königreich Benin im heutigen Nigeria an. Ziel dieses Digital Benin genannten online Projekts ist „ein fundierter und nachhaltiger Bestandskatalog über Geschichte, kulturelle Bedeutung und Provenienz der Werke“.
Ende November 2021 gab die Deutsche Digitale Bibliothek (DDB) bekannt, dass das Onlineportal „Sammlungsgut aus kolonialen Kontexten“ als Pilotprojekt freigeschaltet wurde. Über die Domain wird Sammlungsgut aus kolonialen Kontexten von 25 beteiligten Einrichtungen innerhalb der Deutschen Digitalen Bibliothek online verfügbar. Das Portal entstand als „der erste, prototypische Schritt auf dem Weg zu einer umfassenden und zentralen digitalen Veröffentlichung von Informationen zu Sammlungsgut aus kolonialen Kontexten in deutschen Kultur- und Wissenseinrichtungen“. Dabei präzisierte die DDB, dass „der Begriff ‚koloniale Kontexte‘ nicht automatisch mit Unrechtskontext gleichzusetzen ist.“

## Internationale Diskussionen über Restitutionen
Die internationale Berichterstattung hat seit der Veröffentlichung des Berichts von Sarr und Savoy zu einer intensiven Diskussion über die Thematik der Restitutionen geführt. Die beiden Autoren wurden 2021 vom US-Magazin TIME zu den 100 einflussreichsten Persönlichkeiten der Welt für ihren Einfluss auf die weltweite Restitutionsdebatte gezählt. In der FAZ nannte der Kulturjournalist Andreas Kilb Savoy „die wichtigste wissenschaftliche Stimme in der Debatte um die Rückgabe während der Kolonialzeit entwendeter afrikanischer Kunstwerke.“
Auf afrikanischer Seite forderten Länder wie Benin, Namibia oder Nigeria seit ihrer Unabhängigkeit wiederholt die Restitution ihres Kulturerbes. Offizielle Gesuche von Seiten der Republik Benin sowie von Nachkommen des Königreichs Benin in Nigeria (Benin-Bronzen) zu Kulturgütern, die als Kriegsbeute nach Zerstörungen von afrikanischen Königspalästen in Dahomey sowie Benin City nach Europa gelangten, führten seit Ende 2021 zu bedeutenden Restitutionen. Bei Objekten, die in anders gelagerten Umständen erworben wurden, wie den sogenannten Elgin Marbles aus dem Parthenon in Athen im Besitz des British Museum oder der Büste der Nofretete im Neuen Museum Berlin blieben Forderungen durch Griechenland bzw. Ägypten bisher ohne Erfolg, da sich die Museen darauf beriefen, dass sie diese Kulturgüter aufgrund der Rechtsprechung zum Zeitpunkt der Erwerbung auch heute zurecht besitzen.
Auch wenn der koloniale Hintergrund von Teilen der Sammlungen im British Museum, dem Musée du quai Branly oder dem Ethnologischen Museum im Humboldt Forum Berlin als historische Phase der Gewaltherrschaft bewertet wird, vertreten einige dieser Museen ihren Anspruch auf rechtmäßiges Eigentum an solchen kulturellen Objekten weiterhin mit juristischen Begründungen oder dem Argument, solche Kulturgüter als universales Museum mit internationaler Reichweite besser schützen und präsentieren zu können, als dies bei einer Rückgabe an die Herkunftsgesellschaften möglich wäre. Ein anderes Argument stellt die Behauptung dar, diese Kulturgüter seien ein allgemeines „Erbe der Menschheit“ (shared heritage) im Sinne der Aufklärung und könnten deshalb nicht als Eigentum eines Herkunftslandes beansprucht werden.
Gemäß der Historikerin Rebekka Habermas handelt es sich dabei jedoch „um weit mehr als um Objekte, für die sich bis vor Kurzem nur sehr wenige Menschen überhaupt interessiert haben. Es geht auch um die Frage, wie Europa sich zu seinem kolonialen Erbe verhält, ob dieses weiterhin beschwiegen wird oder ob man sich mit diesem Teil einer sehr gewaltvollen und bis heute nachwirkenden Geschichte auseinandersetzt.“ Mit Verweis auf die demografischen Entwicklungen in Europa zu multiethnischen Gesellschaften fordern weiterhin nicht nur Befürworter der gesellschaftlichen Teilhabe von Migranten eine Neubewertung ethnologischer Wissenschaft und Praxis im Sinne einer Dekolonisierung der Museen und der Sichtweise auf außereuropäische Gesellschaften.

## Koloniale Sammlungen und Diskussionen in einzelnen Ländern

### Belgien

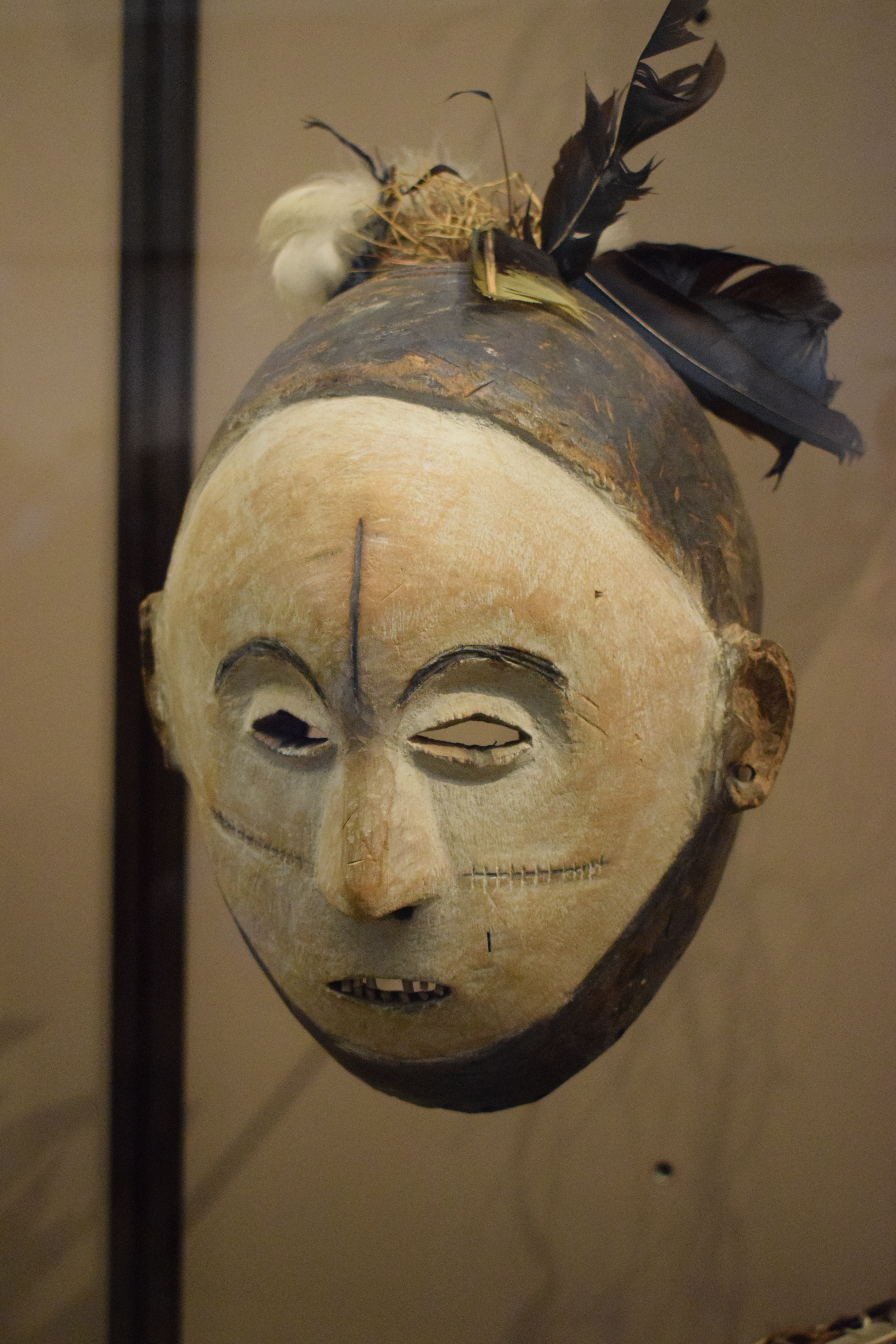
Maske im AfricaMuseum, Tervuren

In Belgien beherbergt das Königliche Museum für Zentral-Afrika, kurz AfricaMuseum genannt, die größten Sammlungen mit mehr als 180.000 kulturgeschichtlichen sowie naturkundlichen Objekten, vor allem aus der ehemals belgischen Kolonie der heutigen Demokratischen Republik Kongo.
Bei der Eröffnung des Nationalmuseums der Demokratischen Republik Kongo im Jahr 2019 dankte der Präsident des Landes, Félix Tshisekedi, der ehemaligen Kolonialmacht Belgien dafür, dass man auch im belgischen AfricaMuseum dem Kongo geholfen habe, sein Erbe zu bewahren. Gleichzeitig sprach sich Tshisekedi für eine „organisierte“ Rückkehr der Objekte aus: „Es ist eine Sache, nach den Objekten zu fragen, eine andere, sie richtig aufzubewahren. Die Idee ist also da, aber sie muss schrittweise umgesetzt werden. Es ist kongolesisches Erbe, also muss es eines Tages zurückgegeben werden, aber das muss organisiert werden.“
Im Zuge der ersten grundlegenden Erneuerung in der über 100-jährigen Geschichte des AfricaMuseums wurden eine Dekolonisierung der Sammlungen und Forderungen nach Restitutionen in die ehemaligen belgischen Kolonien Kongo, Ruanda und Burundi aufgegriffen. Hieran nahm vor dem Hintergrund der von der Black-Lives-Matter-Bewegung angestoßenen Debatte über Rassismus in Europa auch die große Gruppe von afrikanischen Migranten Anteil. Weiterhin führte der Einfluss der Diskussion in Frankreich zu Ankündigungen, die entsprechenden Gesetze zu ändern, und zur intensiveren Zusammenarbeit mit Vertretern dieser Herkunftsländer. Die öffentlich zugänglichen Sammlungen wurden beispielsweise durch Elemente der aktuellen Kulturszenen in der DR Kongo ergänzt. Ende Januar 2020 verabschiedete der Beirat des AfricaMuseums Leitlinien für eine Restitutionspolitik, in denen unter anderem ein konstruktiver Dialog mit Herkunftsländern und Zivilgesellschaft, transparente Provenienznachweise sowie begründete Restitutionen bedeutender Kulturobjekte empfohlen wurden.
In diesen Ethical Principles for the Management and Restitution of Colonial Collections in Belgium findet sich folgende Stellungnahme zu den juristischen Hürden bezüglich Restitutionen:

„Das Gesetz sollte versuchen, mit den sozialen und ethischen Fragen seiner Zeit im Einklang zu stehen und die Forderungen nach Gerechtigkeit und Versöhnung mit der Vergangenheit widerzuspiegeln, die in der Gesellschaft zunehmend Resonanz finden. Es zeichnet sich eine moralische Pflicht zur Rückgabe des kolonialen Erbes ab, die uns einlädt, die Grenzen des bestehenden Rechtsrahmens zu überschreiten, um einer ethischen Verantwortung im Gesetz Gehör zu verschaffen.“

Im Sommer 2021 verabschiedete die belgische Regierung die Übertragung der Eigentumsrechte von mehr als 800 nachweislich geraubten Kulturgegenständen an die Demokratische Republik Kongo. Weitere 35.000 Objekte, deren Provenienz noch nicht geklärt ist, verloren ihren Status als öffentlicher Besitz und können künftig restituiert werden.

### Deutschland

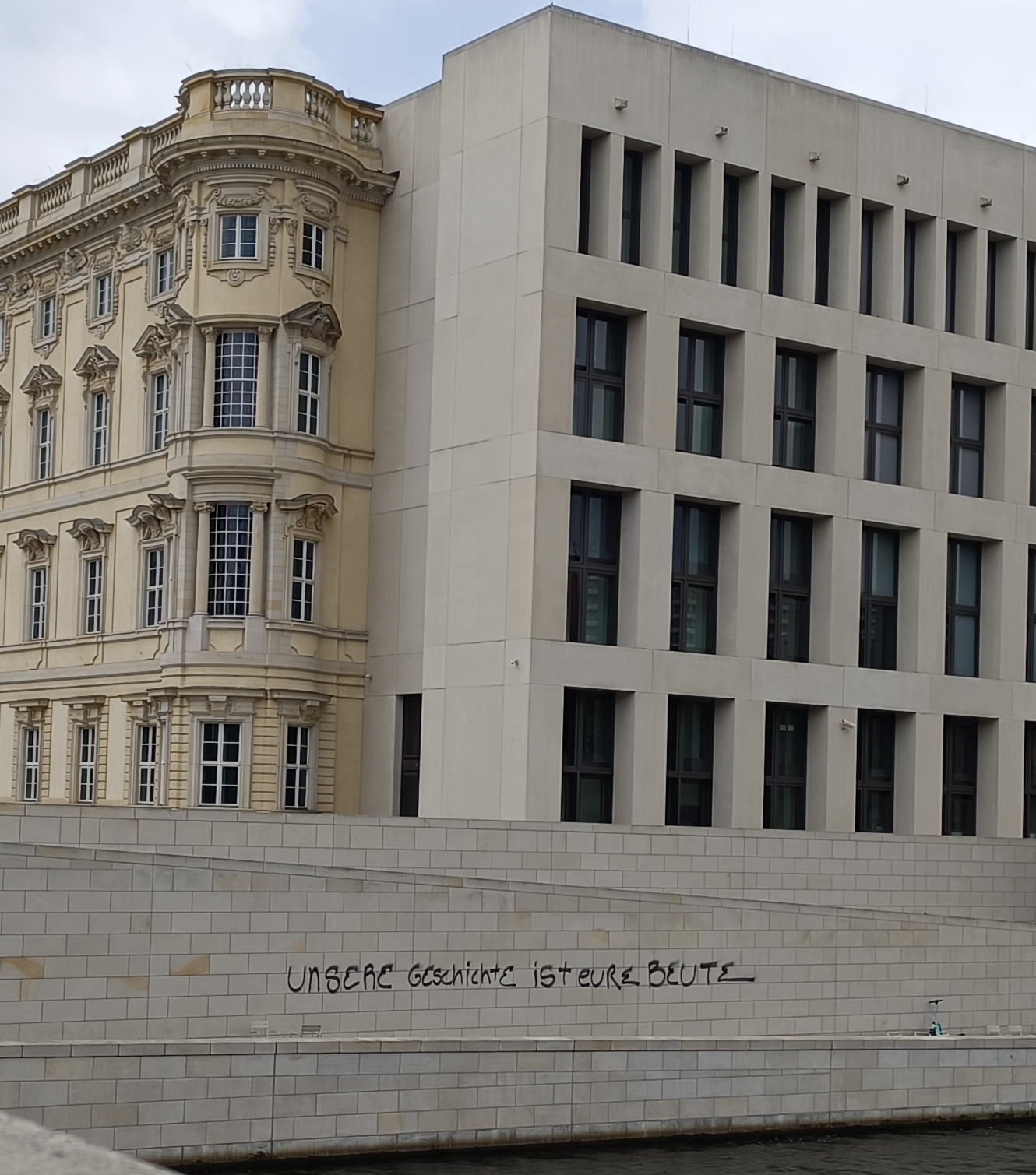
Implizite Restitutionsforderung vor dem Humboldt Forum

In Deutschland befindet sich ungeachtet seiner relativ kurzen und auf wenige Länder Afrikas und Ozeaniens beschränkten Kolonialgeschichte eine sehr große Zahl außereuropäischer Kulturgüter in staatlichen, kommunalen oder privaten Sammlungen. Spätestens seit 2015 führte hierbei die Ankündigung, die Bestände des Ethnologischen Museums in Berlin in das künftige Humboldt Forum zu übernehmen, zu Diskussionen in der Öffentlichkeit und Wissenschaft über die Neubewertung der Kolonialgeschichte sowie der kolonialen Sammlungen.

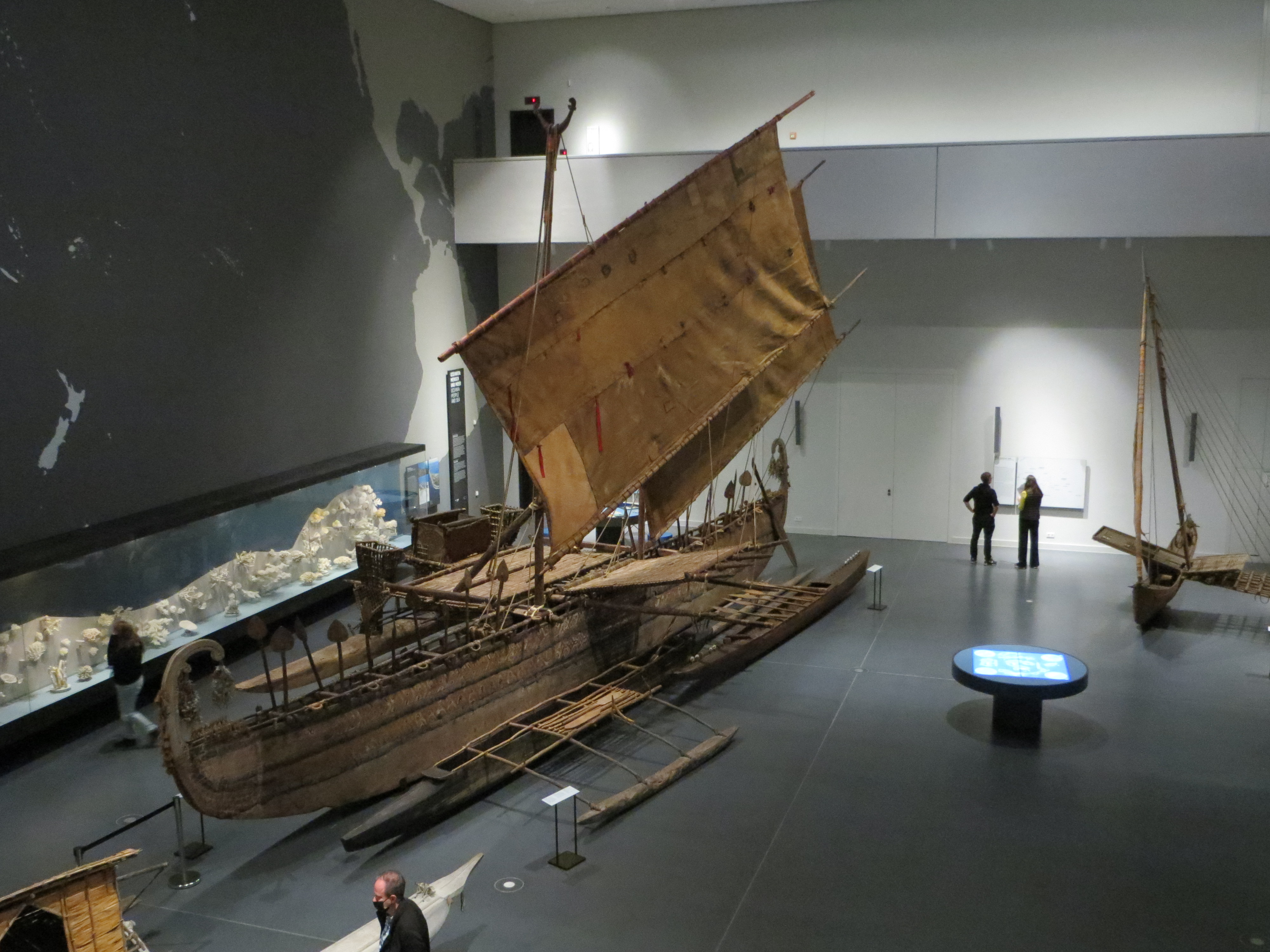
Das Luf-Boot, Ethnologisches Museum im Humboldt Forum 2021

In Bezug auf die Bewertung der vorhandenen Unterlagen über den Erwerb des sogenannten Luf-Bootes aus der damaligen Kolonie Deutsch-Neuguinea ergab sich 2021 eine Debatte aufgrund des Buchs Das Prachtboot. Wie Deutsche Kunstschätze der Südsee raubten zwischen dem Historiker Götz Aly und dem Berliner Museum für Asiatische Kunst. Aly vertrat in seinem Buch und in einem Spiegel-Interview zum Buch die Ansicht, es gebe „keinen Beweis“, dass der deutsche Geschäftsmann Max Thiel, der dieses Boot später an das Berliner Museum verkaufte, es einzelnen Eigentümern oder den Hermitinsulanern als Stammesgemeinschaft auf redliche Weise abgekauft habe, und hält den Erwerb des Bootes für eine Folge kolonialer Gewalt.
Der Direktor des Ethnologischen und Asiatischen Museums der Staatlichen Museen zu Berlin, Lars-Christian Koch, räumte ein, es gebe „kein Dokument, das diesen Kauf belegt“. Für ihn, so Koch, sei „nicht klar“, ob das Luf-Boot seinerzeit „unrechtmäßig erworben“ wurde (oder nicht). In seinem Buch schilderte Aly ein Massaker, das die deutsche Kolonialmacht 1882/83 an den Bewohnern der Insel Luf im Bismarck-Archipel verübt hatte, und verwies darauf, dass das Museum eingestehe, dass weitere Kulturobjekte aus demselben historischen Kontext nachweislich aus einem kolonialen Raubzug stammen. Der Honorarkonsul für Papua-Neuguinea in Berlin, Thomas Bockhold, wurde Anfang Mai 2021 im rbb dahingehend zitiert, dass die Republik Papua-Neuguinea auf gar keinen Fall eine Rückgabeforderung stellen wolle. Man betrachte das Luf-Boot und auch alle anderen Kulturgüter aus dem Gebiet des heutigen Papua-Neuguinea vielmehr als Werbeträger für das Land, als „Botschafter materieller Art“.
Auch schon vor seiner Eröffnung im Jahr 2021 stand das Humboldt Forum in der Kritik. Unter anderem wurde der Vorwurf erhoben, sich durch den Verweis auf gründliche Provenienzforschung der Forderung nach dauerhaften Restitutionen entziehen zu wollen. So vertrat der Hamburger Historiker Jürgen Zimmerer die Einschätzung, die laufenden Bemühungen zur Provenienzforschung seien eine „Strategie, die notwendigen politischen Beschlüsse auf die lange Bank zu schieben“. Zimmerer forderte weiterhin, die Beweislast müsse umgekehrt werden, indem koloniale Sammlungen den rechtmäßigen Erwerb ihrer Bestände belegen, sonst sollten sie als Raubgut gelten.

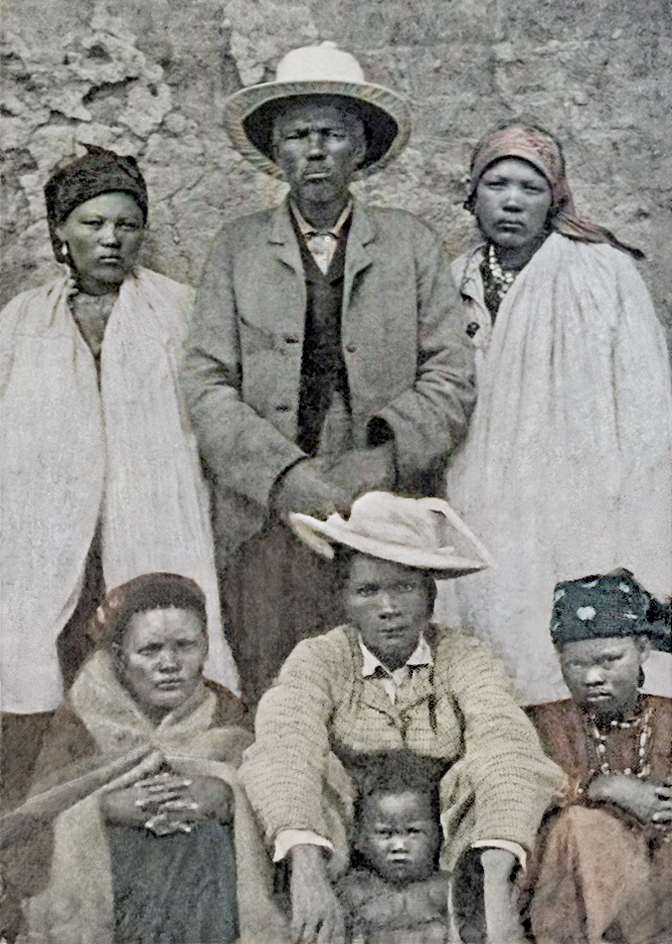
Historische Bildunterschrift: „Hottentotten-Häuptling Witboy mit seiner Familie“

Zusätzliche Impulse verliehen der Diskussion über Restitutionen z. B. die Anträge von Ländern wie Namibia oder Nigeria auf Restitution von Objekten. So wurden nach jahrelangen diplomatischen Vorstößen Anfang 2019 eine Bibel und eine Peitsche aus dem Besitz des namibischen Nationalhelden Hendrik Witbooi aus dem damaligen Deutsch-Südwestafrika vom Land Baden-Württemberg restituiert. Im Mai 2019 wurde entschieden, dass Namibia eine 1893 nach Berlin verbrachte, historisch bedeutende Steinsäule zurückerhält. Aus mehreren Sammlungen wurden weiterhin menschliche Überreste mit kulturellem Wert an die Herkunftsgesellschaften zurückgegeben.
Von 2016 bis 2018 ließ das Linden-Museum Stuttgart in Zusammenarbeit mit der Universität Tübingen den museologischen und wissenschaftlichen Umgang mit kolonialzeitlichen Objekten in ethnologischen Museen erforschen. Der im November 2018 vorgelegte Abschlussbericht konzentrierte sich vor allem auf die Umstände der Erwerbungen durch die damalige Museumsleitung, Kolonialbeamte und andere Mäzene und kam zu ähnlichen Empfehlungen wie der Bericht von Sarr und Savoy.
Das Landesmuseum Hannover untersucht seit Ende 2018 im Rahmen des dort begründeten Forschungsprojekts PAESE (Netzwerk Provenienzforschung in Niedersachsen) die Herkunft der Bestände in fünf niedersächsischen Sammlungen in Bezug auf die deutsche Kolonialzeit in Kamerun, Namibia, Tansania und Papua-Neuguinea.
Im Juni 2022 gab die Stiftung Preußischer Kulturbesitz bekannt, dass mehrere Kulturgüter aus Namibia, Tansania und Kamerun zurückgegeben werden. Darunter befindet sich eine Skulptur des Ethnologischen Museums Berlin aus dem historischen Königreich Nso’ im Nordwesten Kameruns. Diese war 1903 im Zuge einer Schenkung des Kommandeurs der Schutztruppe für Kamerun Curt von Pavel in die Sammlung des Museums gelangt. Auch wenn von Pavel die als „Muttergottheit“ bezeichnete Skulptur nicht durch Plünderung in seinen Besitz gebracht hatte, gilt ihre Aneignung dennoch als „Ausdruck ungleicher Machtverhältnisse und struktureller, kolonialer Gewalt, denn er wurde von Soldaten und bewaffneten Trägern begleitet und sollte einschüchternd auf die Nso’ wirken.“
Einen besonderen Fall von naturkundlichen Kulturgütern stellen die Fossilien von Dinosauriern im Museum für Naturkunde Berlin dar, die vor dem Ersten Weltkrieg im Zuge groß angelegter Grabungen im damaligen Deutsch-Ostafrika geborgen wurden. Auch wenn von beiden Seiten nicht bestritten wird, dass auch diese Fossilien und ihre Geschichte zum gemeinsamen kulturellen Erbe Deutschlands und des heutigen Tansanias gehören, fordert die tansanische Regierung keine Rückgabe der Fossilien, sondern lediglich eine partnerschaftliche Zusammenarbeit bei ihrer weiteren Erforschung und Vermittlung des Wissens, nicht nur in Deutschland, sondern auch in Tansania.
Anfang 2019 legten die Abteilung für internationale Kulturpolitik im Auswärtigen Amt, die Kulturministerinnen und Kulturminister der Länder und der kommunalen Spitzenverbände eine gemeinsame Erklärung zum Umgang mit Sammlungsgut aus kolonialen Kontexten vor. Die Sammlungen in Deutschland setzten hiermit neue Grundlagen für die Aufarbeitung, Zusammenarbeit und Rückführungen:

„Damit haben wir einen klaren Rahmen, um weitere konkrete Schritte und Maßnahmen zum Umgang mit Sammlungsgut aus kolonialen Kontexten in folgenden sechs Handlungsfelder zu planen: Transparenz und Dokumentation; Provenienzforschung; Präsentation und Vermittlung; Rückführungen; Kulturaustausch und internationale Kooperation und Beitrag von Wissenschaft und Forschung.“

Anlässlich der Jahreskonferenz 2019 der Direktorinnen und Direktoren der Ethnologischen Museen im deutschsprachigen Raum wurde weiterhin die sogenannte „Heidelberger Stellungnahme“ als Verpflichtung für künftige Neuorientierung dieser Museen veröffentlicht. Im Januar 2019 wurde im „Deutschen Zentrum Kulturgutverluste“ ein neuer Fachbereich „Kultur- und Sammlungsgut aus kolonialen Kontexten“ für den Wissenstransfer und Vernetzung von Sammlungen geschaffen.
Im Juli 2019 veröffentlichte der Deutsche Museumsbund die zweite Fassung eines Leitfadens zum Umgang mit Sammlungsgut aus kolonialen Kontexten. Unter explizit internationaler Perspektive und aufgrund eines Workshops mit Experten aus mehreren Kontinenten bietet dieser Leitfaden auf ca. 200 Seiten „den Deutschen Museen und Sammlungen eine praktische Arbeitshilfe für den Umgang mit Objekten aus kolonialen Kontexten und die Zusammenarbeit mit Herkunftsgesellschaften – seien es Wissensaustausch, gemeinsame Projekte oder Rückgaben.“

In der ZEIT schätzte der Kulturkritiker Thomas E. Schmidt bereits im Februar 2019 den praktischen und kulturpolitischen Verlauf der Diskussion über Restitutionen wie folgt ein:
„Es wird nicht alles zurückkehren – und ‚alles‘ wäre auch nicht Dekolonisation, weil es eine Art Ende des geistigen Austausches zwischen Europa und Afrika signalisierte, eine letzte kolonialistische Geste des Westens, eine monströse Entschuldungsfantasie.“
Ende August 2022 gab die Stiftung Preußischer Kulturbesitz bekannt, dass sie mit der National Commission for Museums and Monuments (NCMM) in Nigeria einen Vertrag über die Eigentumsübertragung der Benin-Objekte aus der Sammlung des Ethnologischen Museums Berlin geschlossen habe. Damit seien die 512 Werke „wieder nigerianisches Eigentum“, wobei etwa ein Drittel der Werke für zunächst zehn Jahre als Leihgabe Nigerias in Berlin verbleiben und im historischen Kontext im Humboldt Forum ausgestellt werden soll. Am 20. Dezember desselben Jahres übergaben Außenministerin Annalena Baerbock und Kulturstaatsministerin Claudia Roth in Abuja  20 Kunstwerke an Nigeria. Diese ersten Rückgaben erfolgten aus den Beständen von fünf deutschen Museen in Berlin, Hamburg, Leipzig, Stuttgart und Köln. Die nach Nigeria zurückgegebenen Kunstgegenstände sollen im künftigen Edo-Museum für westafrikanische Kunst (EMOWAA) ausgestellt werden, das von dem ghanaisch-britischen Architekten David Adjaye entworfen wurde und durch den nigerianischen Staat sowie internationale Geldgeber finanziert wird. Bis zur Fertigstellung dieses neuen Kunst- und Forschungszentrums sollen die inzwischen restituierten Objekte der nigerianischen Öffentlichkeit ab 2023 in einer temporären Ausstellung präsentiert werden.

### Frankreich

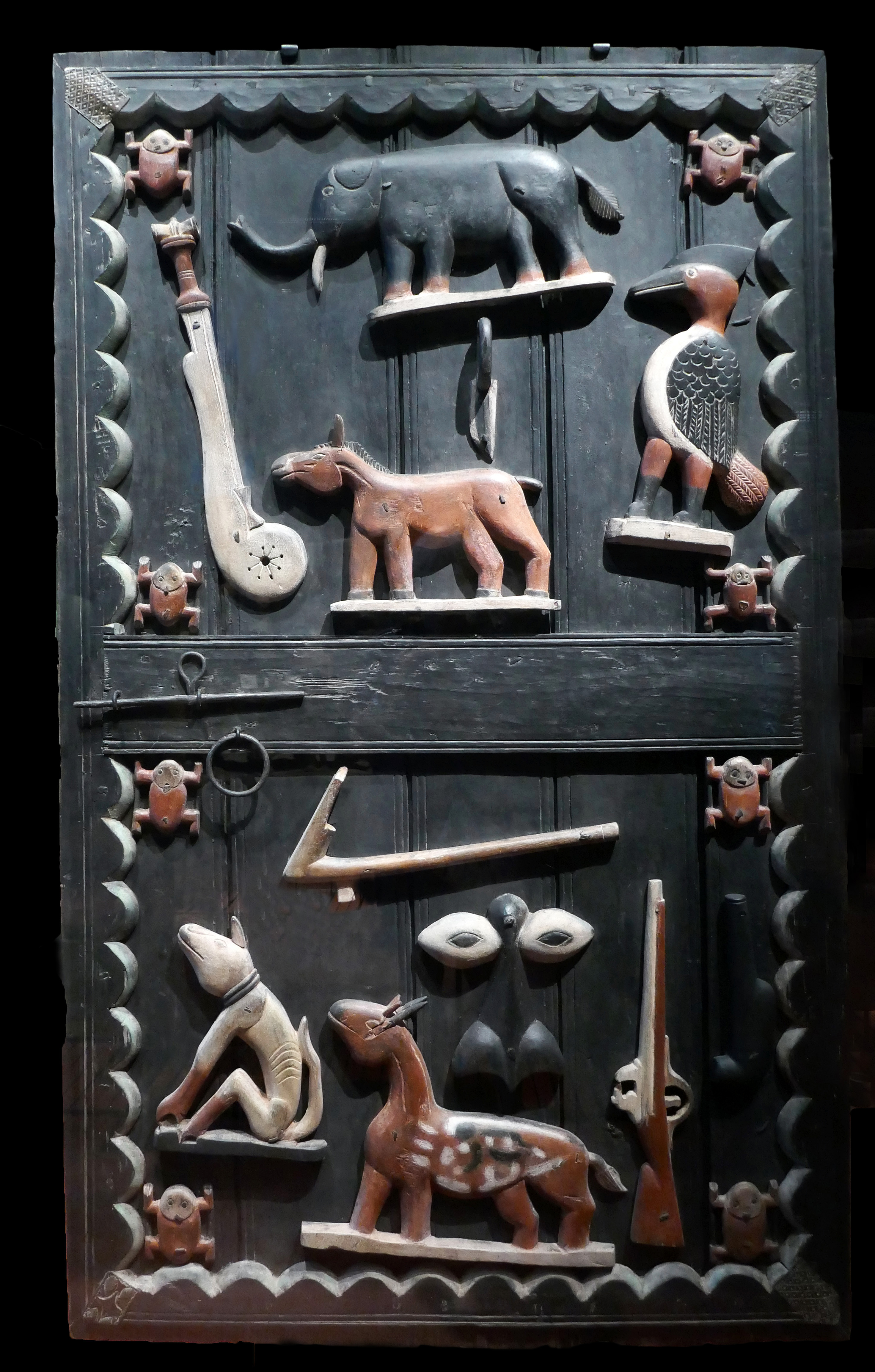
Hölzerne Tür aus dem königlichen Palast in Abomey vor der Rückgabe aus dem Musée du Quai Branly

Frankreich besitzt neben dem seit der Französischen Revolution öffentlichen und weltweit größten Kunstmuseum, dem Louvre, mit dem Musée du quai Branly auch eine der großen Sammlungen außereuropäischer Kulturgüter. Zeitgleich zur Planung des letztgenannten Museums fand eine öffentliche Diskussion zur Frage statt, warum der Louvre nicht auch kulturelle Objekte aus ethnografischen Sammlungen als Kunstwerke ausstellte. Daraufhin wurden ab 2000 im Pavillon des Sessions, einer Galerie im Denon-Flügel, 125 Meisterwerke aus Afrika, Asien, Ozeanien und beiden Teilen Amerikas ausgestellt, die als Dauerleihgabe zu den Beständen des Musée du quai Branly gehören.
Seit Ende 2018 steht das Musée du quai Branly im Mittelpunkt einer internationalen Debatte über die Restitution von afrikanischen Kulturgütern, die in der Zeit des Kolonialismus aus ehemaligen französischen Kolonien nach Frankreich verbracht wurden. Nach einer „Grundsatzrede“ des französischen Präsidenten im November 2017 zur Politik Frankreichs in Bezug auf Subsahara-Afrika sowie aufgrund von Rückgabeforderungen durch die Regierung des Staates Benin wurde im Dezember 2020 durch die französische Nationalversammlung eine spezifische juristische Regelung zur Rückgabe (dérogation) von 26 Kulturobjekten aus dem von französischen Truppen 1892 zerstörten Palast von Abomey getroffen. Zusammen mit einem historischen Schwert, das bereits zuvor an das Musée des civilisations noires in Dakar übergeben wurde, stellen diese Objekte die ersten dauerhaften Restitutionen aus Frankreich nach dem neuen Gesetz dar. Im November 2021 wurden insgesamt 26 Werke aus dem Musée du quai Branly restituiert und in einer ersten Ausstellung in Cotonou, der Wirtschaftsmetropole von Benin, unter großem Publikumsinteresse gezeigt.

### Niederlande
In den Niederlanden beherbergen das Wereldmuseum Rotterdam sowie Museen in Amsterdam, Leiden und Berg en Dal etwa 160.000 Kulturobjekte mit kolonialer Herkunft. Als übergeordneter Verbund dieser Museen koordiniert seit 2014 das Nationaal Museum van Wereldculturen (Nationales Museum für Weltkulturen – NMVW) Studien zur Provenienz und dem kulturhistorischen Hintergrund sowie Vorhaben zur Restitution an die Herkunftsländer, wie z. B. einen Dolch mit goldenen Einlagen aus der früheren niederländischen Kolonie im heutigen Indonesien.
Im März 2019 wurde ein Dokument mit dem Titel Rückgabe von Kulturgütern: Prinzipien und Verfahren veröffentlicht, um „die allgemeine Mission des Museums auszudrücken und die lange, komplexe und vielschichtige Geschichte aufzugreifen, die zu den Sammlungen des Museums geführt hat.“ Es beinhaltet insbesondere die Verpflichtung, „Ansprüche auf Rückgabe von Kulturgütern nach den Maßstäben von Respekt, Kooperation und Aktualität transparent anzusprechen und zu bewerten.“ Im Januar 2021 genehmigte die niederländische Regierung ein zentrales Verfahren zur Rückführung von Objekten mit kolonialem Ursprung. Nach Empfehlung einer Beratungskommission kündigte sie an, alle Objekte der nationalen Sammlungen, die illegal aus ehemaligen niederländischen Kolonien entfernt wurden, zurückzugeben. Zu diesem Zweck wurde im Juni 2021 eine Forschungsgruppe von neun Museen und der Vrije Universiteit Amsterdam angekündigt, um praktische Leitlinien für niederländische Museen zu kolonialen Sammlungen zu entwickeln.

### Österreich

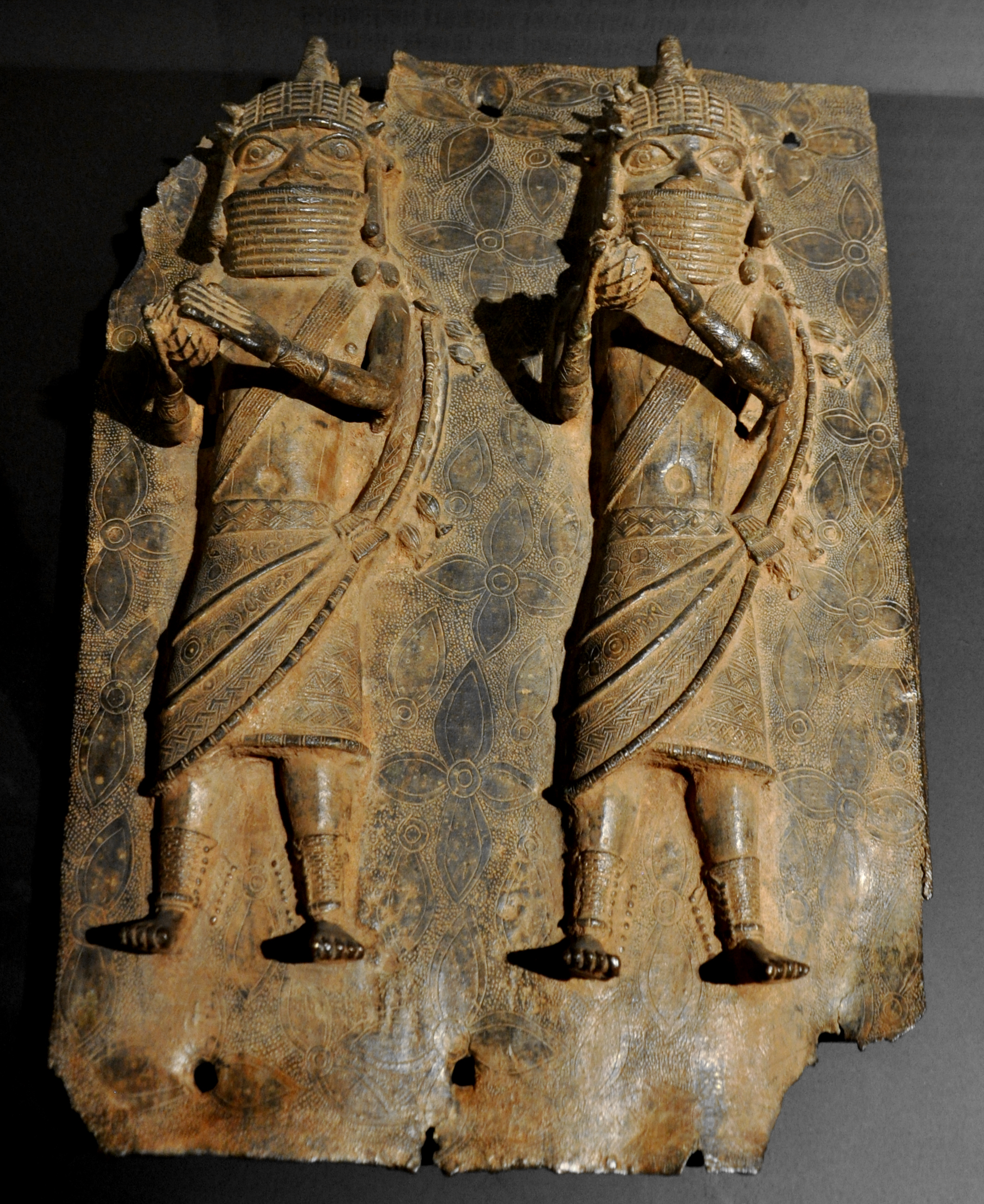
Benin-Bronzen: Reliefplatte mit Darstellung zweier Würdenträger in Wickelröcke aus gemustertem Stoff im Weltmuseum Wien

In Österreich ist von der Problematik insbesondere das Weltmuseum Wien (ehemals Museum für Völkerkunde) betroffen, das mit etwa 220.000 ethnografischen Objekten zu den diesbezüglich weltweit bedeutenden Museen gehört. Im Gegensatz zu anderen Ländern hat Österreich kaum direkte koloniale Vergangenheit; die Bestände beruhen hauptsächlich auf den von wissenschaftlich interessierten Habsburgern aufgebauten Sammlungen, die aus Erwerbungen bei Expeditionen und Reisen sowie in Europa gekauftem Material bestehen. Deren Vorgeschichte könnte aber durchaus illegal sein.
Am Weltmuseum wurden die französische Initiative und der Bericht von Sarr und Savoy begrüßt. Die Kuratorin für Afrika betonte dazu, „dass große Lücken in der Provenienzforschung bestehen“ und dass „Schenkung oder Erwerb nie ein Freibrief dafür sein [kann], dass etwas ethisch-moralisch unbedenklich ist.“ Immerhin werden die Exponate im seit 2018 neu gestalteten Weltmuseum nun nicht mehr als exotische Objekte, sondern im Kontext der Dokumentation und Auseinandersetzung mit der Kolonialgeschichte präsentiert. Aufgrund der Forderung Mexikos nach Rückgabe der Federkrone Moctezumas wurde dieser konkrete Fall seit den 1990er Jahren mit dem Ursprungsland diskutiert, ohne dass diese Forderung jedoch erfüllt wurde.
Das in Österreich gegenüber einer endgültigen Rückgabe favorisierte Modell beruht auf der Vorstellung eines Shared Heritage. Dies bedeutet eine geteilte Eigentümerschaft anstatt Rückerstattung oder Leihgaben an die Herkunftsländer, mittels derer Ressourcen und Interessen beider Seiten (Verfügung über das eigene Kulturerbe; sichere Aufbewahrung, Konservierung und Forschung; öffentlichkeitswirksame Präsenz im jeweils anderen Land) gebündelt werden könnten. Dafür ist das Weltmuseum seit 2002 Mitglied in der internationalen Benin Dialogue Group, die unter anderen von der damaligen Leiterin Barbara Plankensteiner initiiert wurde. Obwohl im Nachgang zum Bericht von Sarr/Savoy Anfang 2020 im Parlament eine „Lex Kolonialkunst“ diskutiert wurde, hat sich die Situation der Provenienzforschung oder in Bezug auf Restitutionen danach nicht geändert. Im Januar 2022 setzte Staatssekretärin Andrea Mayer ein Gremium ein, das Richtlinien im Umgang mit Objekten aus kolonialen Kontexten und für das Vorgehen bei Rückgabeforderungen für die Bundesmuseen erarbeiten sollte. Diesbezügliche Empfehlungen wurden im Juni 2023 in der Presse veröffentlicht. Im Oktober 2024 wurde jedoch bekannt, dass die damalige Regierung sich nicht auf einen entsprechenden Gesetzentwurf einigen konnte.

### Vereinigtes Königreich

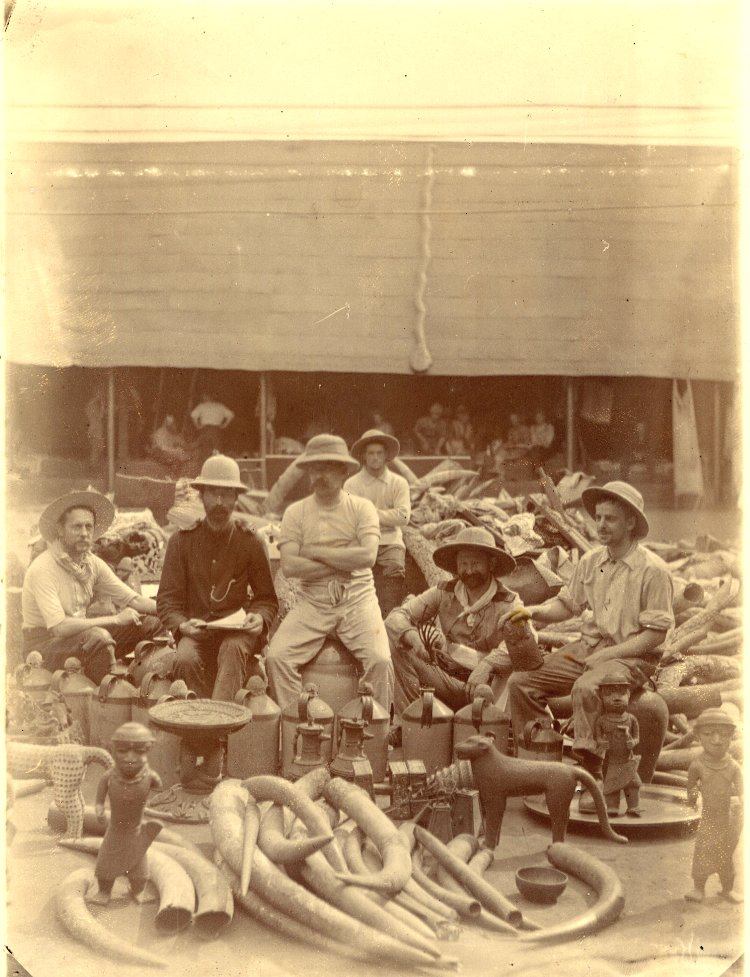
Erbeutete Objekte nach der Zerstörung des Königspalasts von Benin City im heutigen Nigeria, 1897

Auch Museen im Vereinigten Königreich hatten seit der Unabhängigkeit ehemaliger Kolonien nicht nur aus Afrika Anträge auf Restitutionen erhalten. Auch britische Museen beteiligen sich seit 2008 gemeinsam mit Fachleuten aus den Niederlanden, Österreich und Schweden an der in Berlin gegründeten Initiative Benin Dialogue Group, und das Büro des britisch-ghanaischen Architekten David Adjaye wurde mit den Planungen für ein neues Museum in Benin-City beauftragt. Noch 2019 sprachen sich jedoch die Direktion des British Museums sowie der amtierende Minister für Kultur gegen permanente Restitutionen aus. Kleinere Sammlungen in Aberdeen oder Cambridge begannen hingegen ab 2021, einzelne Stücke wie die Skulptur eines Hahns aus dem Beutegut der Benin-Bronzen zurückzugeben.
Im Zuge der intensivierten internationalen Diskussion ist auch hier eine neue Bereitschaft zur Zusammenarbeit mit afrikanischen Fachleuten zu beobachten. Das führte z. B. dazu, dass das Pitt Rivers Museum der Universität Oxford Fachleute aus Afrika einlud, um den britischen Wissenschaftlern ihre jeweilige Sicht der Kulturgüter zu vermitteln. Im September 2020 gab das Museum bekannt, dass es eine Reihe kritischer Änderungen an seinen Ausstellungen und Objektbeschreibungen vorgenommen hat, darunter die Entfernung menschlicher Überreste und die Installation eines neuen Einführungsbereichs zum kolonialen Erbe des Museums. Als Teil dieses Prozesses arbeitet das Pitt Rivers Museum weiterhin mit Herkunftsgemeinschaften zusammen, um Fehler und Lücken in den vorhandenen Informationen zu beheben und eventuelle Rückgaben zu diskutieren.

### Vereinigte Staaten von Amerika
Auch in den USA besitzen Museen und andere Sammlungen Kulturgut kolonialer Herkunft, die jedoch im Unterschied zu den ehemaligen europäischen Kolonialmächten meist im Kunsthandel oder durch Schenkungen erworben wurden. Dabei handelt es sich auch um illegal erworbene Objekte, wie zum Beispiel die Untersuchungen gegen den New Yorker Kunsthändler Subhash Kapoor zeigten. Jahrzehntelang hatte dieser gestohlene Antiquitäten aus Indien und Südostasien im Wert von mehr als 100 Millionen Dollar an private Sammler und große Museen verkauft. Dies betraf unter anderen das Metropolitan Museum of Art in New York, das Art Institute in Chicago und das Asian Art Museum in San Francisco.
Im Juni 2021 kündigte das Metropolitan Museum of Art an, Skulpturen aus dem Beutegut der Benin-Bronzen an Nigeria zurückzugeben, und das National Museum of African Art in Washington, D.C., entfernte solche Objekte aus seiner Ausstellung, um sie zusammen mit weiteren Bronzeskulpturen in seinem Bestand ebenfalls zu restituieren. Museen in den USA sind dabei meist lediglich ihren Aufsichtsgremien (Board of Trustees oder Regents) verpflichtet und können unabhängig von nationalen Gesetzen oder Regierungen ihre Objekte in einem sogenannten deaccessioning Verfahren abgeben.

## Stellungnahmen zu Restitutionen in afrikanischen Ländern
Nachdem afrikanische Staaten wie Nigeria, Benin oder Namibia seit mehreren Jahrzehnten Anträge auf Restitution an Frankreich, Großbritannien oder auch Deutschland gestellt hatten, sind aus Afrika vor allem positive Stellungnahmen und hohe Erwartungen als Reaktion auf den Bericht von Sarr und Savoy zu beobachten. Erneute Anträge auf Restitution, zum Beispiel aus Mali und Nigeria, wurden daraufhin von binationalen Kommissionen vorbereitet. Die Rückgabe von Skulpturen und anderen Kunstgegenständen aus dem ehemaligen Palast von Abomey an die Republik Benin führte seit Anfang 2022 zu ungewöhnlich breitem Interesse an den in Cotonou ausgestellten Kunstobjekten und für das kulturelle Selbstbewusstsein im Land.
Vom 5. bis zum 7. Juli 2019 fand in Benin City, Nigeria, ein erneutes Treffen der „Benin Dialogue Group“ statt, an dem Museen aus Deutschland, dem Vereinigten Königreich, den Niederlanden, Österreich und Schweden mit nigerianischen Partnern und Vertretern des Königshofs von Benin zusammenarbeiten. Neben regelmäßigem fachlichen Austausch ist die Errichtung eines künftigen Museums für die berühmten Reliefs und Skulpturen aus dem von der britischen Armee 1897 zerstörten Königspalast im damaligen Benin geplant.
In Kenia betreibt das „International Inventories Programme“ (IIP), eine Initiative des Nationalmuseums in Nairobi in Zusammenarbeit mit lokalen Künstlergruppen und dem Goethe-Institut eine Online-Datenbank mit mehr als 30.000 kenianischen Kulturobjekten in westlichen Museen. Damit machte das Programm die weltweiten Bestände sichtbar und wies gleichzeitig durch eine Ausstellung mit leeren Vitrinen und entsprechenden Hinweistafeln auf ihre Abwesenheit für kenianisches Publikum hin. Da sich einige dieser Kulturobjekte im Rautenstrauch-Joest-Museum in Köln und dem Museum der Weltkulturen in Frankfurt am Main befinden, übernahmen diese Museen im Jahr 2021 diese Ausstellung aus Nairobi und zeigten ihre kenianischen Kulturobjekte zum Teil erstmals öffentlich.
Andererseits reagierten einige afrikanische Kuratoren auch kritisch auf die europäischen Initiativen in Bezug auf Rückgaben. So äußerte Flower Manase, Kuratorin am Nationalmuseum von Tansania in Daresalaam, dass zunächst die afrikanischen Fachleute befragt werden müssen. Denn schon angesichts der großen Zahl von Kulturgütern und der mangelhaften Ausstattung von einheimischen Museen seien Restitutionen nicht immer prioritär. Andere afrikanische Kulturwissenschaftler wiesen auf den ethnozentrischen Charakter der Institution von Museen hin, was erkläre, warum diese in Afrika meist wenig Interesse bei einheimischen Besuchern erwecken. Ein weiteres Argument betrifft die Sichtweise von Kulturerbe in modernen, globalisierten Gesellschaften auch in Afrika. Denn schließlich stammten die Objekte aus den Museen ja aus historischen Kulturen mit spirituellen Funktionen, die heute nicht mehr existieren.

„Es ist Zeit, unsere gestohlene Identität zu reparieren. (…) Doch die Masken und Fetische, die jetzt in europäischen Museen lagern – es würde nichts nützen, diese zurückzugeben, weil diese Stücke für die Afrikaner keinen Wert mehr haben. Sie sind leer, tot, entseelt – sie haben ihre ursprüngliche Bedeutung verloren, weil sie aus ihrem Kontext gerissen und damit zu sinnentleerten Objekten werden. Denn es waren keine Kunstobjekte, sondern religiös-rituell-magische Objekte. Nur deshalb waren sie damals so wichtig für die afrikanischen Gesellschaften.“

In seiner Stellungnahme vom Dezember 2021 Are we receiving the restitution we seek? begrüßte der ghanaische Kulturkritiker Kwame Opoku die Restitution der Kulturobjekte aus Dahomey an die Republik Benin als historisches Ereignis. Gleichzeitig betonte er, dass auch andere wichtige Objekte aus Nigeria, Ghana, Kamerun, Tansania, Äthiopien oder Ägypten restituiert werden sollen, und rief afrikanische Fachleute auf, symbolische Rückgaben angesichts der großen Zahl von Kulturgütern im globalen Norden als unzureichend zu bezeichnen. Abschließend zitierte er den Präsidenten von Simbabwe wie folgt:

„Die betroffenen Museen und Institutionen im Westen sind aufgefordert, die laufenden Rückführungs- und Restitutionsbemühungen mit Afrika zu erleichtern und mit ihnen zusammenzuarbeiten. Die Verwendung von Pseudo-Maßnahmen und Begriffen wie „Digitale Repatriierung“ und „Dauerleihgaben“ verstößt weiter gegen die Philosophie des „Do no harm“ und die Entwicklungsstandards der Fachdiskussion und verzögert so den Abschluss dieses traurigen Kapitels unserer Geschichte.“